# Dave Freeman Open 2008
Die Dave Freeman Open 2008 fanden vom 15. bis zum 17. Februar 2008 in San Diego statt. Es war die 51. Austragung dieser internationalen Meisterschaften im Badminton.

## Sieger und Platzierte
| Disziplin    | Gold                           | Silber                        | Bronze                              |
| ------------ | ------------------------------ | ----------------------------- | ----------------------------------- |
| Herreneinzel | Nicholas Jinadasa              | Sandro Rossi                  | Howard Shu                          |
| Herreneinzel | Nicholas Jinadasa              | Sandro Rossi                  | Andrew Todt                         |
| Dameneinzel  | Lee Joo Hyun                   | Cee Nantana Ketpura           | Rulan Yeh                           |
| Dameneinzel  | Lee Joo Hyun                   | Cee Nantana Ketpura           | Rulien Yeh                          |
| Herrendoppel | Steven Jonatan Christopher Lun | Nicholas Jinadasa Andrew Todt | Halim Haryanto Phillip Chew         |
| Herrendoppel | Steven Jonatan Christopher Lun | Nicholas Jinadasa Andrew Todt | Jack Shu Steven Wong                |
| Damendoppel  | Grace Peng Yun Lee Joo Hyun    | Rulan Yeh Rulien Yeh          | Tiffanie Kimura Ruth L. Menchaca    |
| Damendoppel  | Grace Peng Yun Lee Joo Hyun    | Rulan Yeh Rulien Yeh          | Jennifer Coleman Samantha Jinadasa  |
| Mixed        | Halim Haryanto Grace Peng Yun  | Howard Shu Lee Joo Hyun       | Nicholas Jinadasa Samantha Jinadasa |
| Mixed        | Halim Haryanto Grace Peng Yun  | Howard Shu Lee Joo Hyun       | Sandro Rossi Ruth L. Menchaca       |